# 1795
1795 (số La Mã: MDCCXCV) là một năm thường bắt đầu vào thứ năm trong lịch Gregory (hoặc một năm thường bắt đầu vào thứ hai của lịch Julius chậm hơn 11 ngày).

## Sự kiện
- 14 tháng 1 – Trường Đại học North Carolina (đổi tên thành Trường Đại học North Carolina tại Chapel Hill vào năm 1963) mở cửa nhận sinh viên, trở thành trường đại học tiểu bang đầu tiên ở Hoa Kỳ.
- 16 tháng 1 – Pháp chiếm Utrecht, Hà Lan.
- 17 tháng 1 – Cách mạng xảy ra tại Amsterdam.
- 19 tháng 1 – Cộng hòa Batavia được công bố.
- 20 tháng 1 – quân Pháp vào Amsterdam.
- 5 tháng 4 – Hòa ước Basel được ký kết giữa Pháp và Phổ.
- 7 tháng 4 – Pháp thông qua việc chọn mét là đơn vị chiều dài.
- 3 tháng 9 – Lệnh Ý Hoàng quý phi được truy phong là Hiếu Nghi Thuần Hoàng hậu
- 3 tháng 9 – Vĩnh Diễm lên ngôi Hoàng thái tử

## Sinh
- 18 tháng 1 – Anna Pavlovna của Nga, Hoàng hậu Hà Lan (mất 1865)
- 3 tháng 2 – Antonio José de Sucre, lãnh đạo cách mạng Venezuela (mất 1830)
- 18 tháng 2 – George Peabody, doanh nhân và nhà từ thiện Mỹ (mất 1869)
- 19 tháng 5 – Johns Hopkins, doanh nhân và nhà từ thiện Mỹ (mất 1873)
- 23 tháng 5 – Charles Barry, kiến trúc sư người Anh (mất 1860)
- 19 tháng 6 – James Braid, bác sĩ phẫu thuật người Scotland (mất 1860)
- 1 tháng 9 – James Gordon Bennett, nhà xuất bản báo chí người Mỹ (mất 1892)
- 6 tháng 9 – Baraguey Achille d'Hilliers, Thống chế Pháp (mất 1878)
- 16 tháng 9 – Saverio Mercadante, nhà soạn nhạc người Ý (mất 1870)
- 18 tháng 9 – Kondraty Ryleyev, nhà thơ người Nga.
- 15 tháng 10 – Vua Friedrich Wilhelm IV của Phổ (mất 1861)
- 16 tháng 10 – William Buell Sprague, mục sư và tác gia người Mỹ (mất 1876)
- 31 tháng 10 – John Keats, nhà thơ người Anh (mất 1821)
- 2 tháng 11 – James Knox Polk, Tổng thống Hoa Kỳ thứ 11 (mất 1849)
- 12 tháng 11 – Thaddeus William Harris, nhà tự nhiên học người Mỹ (mất 1856)
- 4 tháng 12 – Thomas Carlyle, nhà văn, nhà sử học người Scotland (mất 1881)
- 10 tháng 12 – Matthias W. Baldwin, nhà sản xuất đầu máy Mỹ (mất 1866)
- Không rõ – Hồ Thị Tùy, phong hiệu Ngũ giai An tần, phi tần của vua Minh Mạng (m. 1839)

## Mất
- Đại tư mã Ngô Văn Sở nhà Tây Sơn (Việt Nam)
- Thái sư Bùi Đắc Tuyên nhà Tây Sơn (Việt Nam)